# Selim Muça
Selim Muça (1. veljače 1936. – Tirana, 18. rujna 2016.), albanski teolog, osmi po redu veliki muftija Muslimanske zajednice Albanije.

## Vanjske poveznice
- Selim Muça